# Violas portuguesas
Las violas portuguesas son un conjunto de instrumentos musicales procedentes de Portugal, todos diferentes entre sí pero muy relacionados.
Se trata de cordófonos pellizcados, con la caja en forma de "8" y órdenes dobles (a veces triples) de cuerdas. Aunque el estuche tiene forma de "8", estos instrumentos no están relacionados con la guitarra. Mientras que la guitarra fue introducida en Portugal en el siglo XVIII desde Francia y tiene 6 cuerdas simples, las violas portuguesas son más antiguas, desarrolladas a partir de la vihuela ibérica, son más pequeñas y tienen 5 cuerdas dobles. Debido al uso generalizado en Portugal de la palabra "viola" para designar la guitarra, es común llamar a estas violas "violas de 10 cuerdas". Sin embargo, no hay constancia de que se les llamara "guitarras de 10 cuerdas".
Según Veiga de Oliveira, las violas se pueden agrupar en dos grandes grupos según la forma de la caja: el grupo de violas con un enfranque acentuado, en las tierras interiores, y el grupo de violas con un enfranque pequeño, con la caja en forma de "8", pero con proporciones más estrechas que la guitarra (aunque, en los tiempos modernos, se construyen violas con proporciones similares a la guitarra). en las tierras costeras y en las islas. Algunos de ellos están al borde de la extinción, pero otros siguen gozando de gran popularidad, a pesar de estar restringidos a la interpretación de música popular. De Portugal, estos instrumentos fueron llevados a Brasil, donde se transformaron en la viola caipira o sertaneja.

## Viola amarantina
La viola Amarantina, también conocida como viola Amarante, viola de dois corações o simplemente viola, es típica de la región del Duero Litoral.  Se toca de forma rasgada, con todos los dedos corriendo a lo largo de las cuerdas. También en Cabo Verde se construyeron violas amarantinas a principios del siglo XX, y se llaman simplemente "violas". Su construcción y uso estaba algo estancado, y la designación de "viola" llegó a ser utilizada para la guitarra de 12 cuerdas. Sin embargo, en los últimos tiempos, los instrumentos tradicionales portugueses, especialmente los cordófonos, se han difundido y utilizado más ampliamente, sin excepción para esta viola.

### Descripción
Su longitud es de unos 90 cm. La boca suele tener una abertura en forma de dos corazones. La escama sobresale de la parte superior y se extiende sobre ella hasta la boca. La cabeza suele ser plana, ligeramente inclinada en relación con el brazo, y de forma rectangular, con hendidura longitudinal y clavijas. Excepcionalmente, el parche puede tener forma de abanico, similar a la guitarra portuguesa. El caballete también está muy trabajado.
Generalmente, los aros son de nogal, la tapa es depino de Flandes, el mástil es de caoba, los interiores son de concha o álamo y el diapasón es de madera negra.

### Afinación
La viola amarantina tiene 5 órdenes de cuerdas dobles: los dos órdenes más altos están afinados al unísono, los tres órdenes más bajos están afinados en octava .
Algunas fuentes  dan la siguiente afinación (de mayor a menor):
- A4 (unísono)
- Mi4 (unísono)
- B3 (con una octava más alta)
- A3 (con una octava más alta)
- D3 (con una octava más alta)

Otras fuentes dan afinaciones un tono más alto o un tono más bajo, o incluso a la llamada “antigua moda”:
- A4 (unísono)
- F♯4 (unísono)
- B3 (con una octava más alta)
- G3 (con una octava más alta)
- D3 (con una octava más alta)

En Cabo Verde las afinaciones variaban  según la isla, a veces según el músico, pero la afinación más común era similar a la de la guitarra (sin la cuerda más grave):
- Mi4 (unísono)
- B3 (unísono)
- G3 (con una octava más alta)
- D3 (con una octava más alta)
- La2 (con octava arriba)

## Viola beiroa

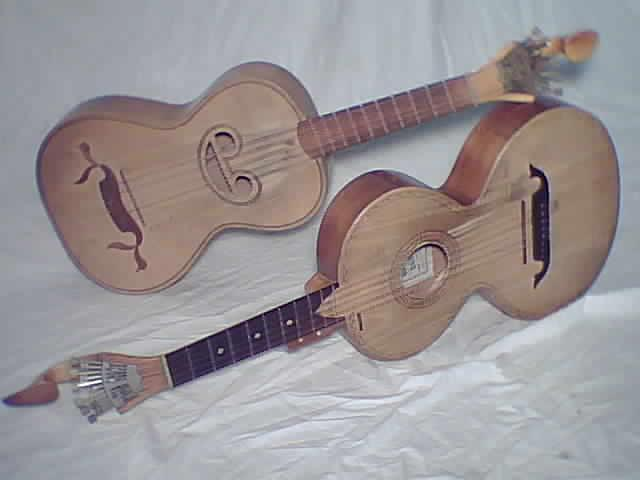
Viola beiroa (anverso, abajo).

La viola de Beiroa, también conocida como viola de Castelo Branco, bandurra o simplemente viola, es típica de la región de la Beira Baixa. Algunas fuentes también se refieren a la exquisita viola beiroa que, por el nombre, debe ser de un tamaño más pequeño afinado una quinta más alta.

### Descripción
Su longitud es de unos 80 cm, tiene una caja con una hebilla muy apretada, y una boca de apertura circular. La cabeza es plana, ligeramente inclinada en relación con el mástil, y de forma rectangular, con clavijas de afinación. Excepcionalmente, puede tener la forma de un abanico como en la guitarra portuguesa.
Generalmente, los aros son de cerezo o madera australiana, la tapa es de pino de Flandes, el mástil es de caoba, los interiores son de concha o álamo y el diapasón es de madera 

### Afinación
La viola Beiroa tiene 5 órdenes de cuerdas dobles: los dos órdenes más altos  están afinados al unísono y los tres órdenes más bajos están afinados en una octava. Además, la viola Beiroa tiene dos cuerdas más simples, cuyas clavijas se encuentran en la parte inferior del mástil, en el ángulo que forma con la caja. Estas dos cuerdas se tocan sueltas y se llaman requintas .
Algunas fuentes  dan la siguiente afinación (de mayor a menor):
- D4 (unísono)
- B3 (unísono)
- G3 (con una octava más alta)
- D3 (con una octava más alta)
- A2 (con una octava más alta)
- D5 (ambas cuerdas al aire)

Otras fuentes   dan una afinación similar a la viola amarantina y la viola braguesa:
- A4 (unísono)
- Mi4 (unísono)
- B3 (con una octava más alta)
- A3 (con una octava más alta)
- D3 (con una octava más alta)
- D5 (ambas cuerdas al aire)

## Viola braguesa

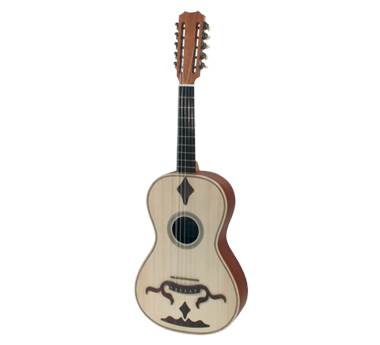
Viola Braguesa

La viola braguesa, también conocida como viola-de-Braga o viola-de-Bragança, es una viola típica de la región de Minho y rás-os-Montes. Es un instrumento originario del noreste de Portugal. Además del tamaño más común, también está la media viola braguesa, afinada una tercera más alta, y la viola braguesa requinta  afinada una quinta más alta. Se toca de forma rasgada, con todos los dedos corriendo a lo largo de las cuerdas.
Varios conjuntos tradicionales continúan integrando la viola braguesa en su música en la actualidad. El disco de Júlio Pereira, Braguesa  (1983), fue su primer booster. Pero fue con Diabo na Cruz, primero con B Fachada y ahora en manos del músico Sérgio Pires, que la viola braguesa saltó a otros ambientes y llegó a nuevos públicos, por la forma en que la encajan en una banda que, inspirada en el folclore portugués, toca fundamentalmente rock.

### Descripción
Su longitud es de unos 90 centímetros, (77 cm en la viola braguesa requinta)  y tiene 10 cuerdas. La boca  suele tener la abertura en forma llamada “boca de raia”, pero también puede ser circular en instrumentos más antiguos   y en la viola braguesa requinta. La cabeza suele ser plana, ligeramente inclinada con relación al brazo, y con una forma trabajada con motivos florales, con hendidura longitudinal y clavijas. Sin embargo, puede presentarse con forma rectangular  con una hendidura longitudinal, con clavijas, similar a la viola amarantina, o incluso, en instrumentos más antiguos   y la viola braguesa requinta  ser similar a las cabezas de guitarra, con dos hendiduras longitudinales y el eje de los campanas paralelo a la cabeza. Excepcionalmente, el parche también puede tener forma de abanico  similar a la guitarra portuguesa. El caballete también está muy elaborado.
Generalmente, los aros son de madera australiana o nogal, la tapa es de pino de Flandes, álamo  o tilo  el fondo es de nogal  el mástil es de álamo, arce  aliso  tilo  castaño  o caoba, los interiores de concha o álamo y el diapasón en madera negra.

### Afinación
La viola braguesa tiene 5 órdenes de cuerdas dobles: las dos órdenes más altas se afinan al unísono, las tres órdenes más bajas se afinan en octava.
Algunas fuentes   dan la siguiente afinación (de mayor a menor), conocida como old fashion:
- A4 (unísono)
- Mi4 (unísono)
- B3 (con una octava más alta)
- A3 (con una octava más alta)
- D3 (con una octava más alta)

La viola braguesa en S. João de Vêr "Terras da Feira" tiene la siguiente afinación:
(número de cuerdas de arriba abajo)
1.ª - C - Cuerda Fina (1 octava más alta)
2.ª - C - Eslogan
3.ª - Sol - Cuerda Fina (1 octava más alta)
4.ª - Sol - Bordão
5.ª - La - Cuerda fina ((1 octava más alta)
6.ª - Allí - Eslogan
7.ª y 8.ª - Re - Cuerda fina (unísono)
9.ª y 10.ª - Sol - Cuerda fina (unísono)
Otras fuentes dan afinaciones un tono más alto, un tono más bajo, una afinación similar a la guitarra (sin la cuerda más grave), una afinación similar a la guitarra portuguesa (sin la cuerda más baja) 
La media viola Braguesa está afinada una tercera más alta:
- C5 (unísono)
- Sol4 (unísono)
- D4 (con octava arriba)
- C4 (con una octava más alta)
- F3 (con una octava más alta)

Muchos intérpretes afinan según la llamada “nueva moda”: 
- A4 (unísono)
- F♯4 (unísono)
- B3 (con una octava más alta)
- G3 (con una octava más alta)
- D3 (con una octava más alta)

y en la viola braguesa requinta:
- Mi5 (unísono)
- C♯5 (unísono)
- F♯4 (con una octava más alta)
- D4 (con octava arriba)
- A3 (con una octava más alta)

## Viola campaniça
La viola campaniça, también conocida como viola de Beja o simplemente viola, es típica de la región del Alentejo. Se toca con un dedo, únicamente con el pulgar.

### Descripción
Su longitud es de unos 110 cm, tiene una caja con la parte muy apretada, y una boca de apertura circular. La cabeza es plana, ligeramente inclinada en relación con el mástil, de forma rectangular, con clavijas de afinación..
Generalmente, los aros son de madera australiana, la tapa es de pino de Flandes, el mástil es de caoba, los interiores son de concha o álamo y el diapasón es de madera negra.

### Afinación
La viola campaniça tiene 5 órdenes de cuerdas: los tres órdenes más altos son dobles y están afinados al unísono, los dos órdenes más graves son triples y están afinados en una octava.
Algunas fuentes  dan la siguiente afinación (de mayor a menor):
- B3 (unísono)
- G3 (unísono)
- Mi3 (unísono)
- A2 (con una octava más alta)
- Mi2 (con octava más alta)

Otras fuentes   dan una afinación un tercio más baja:
- G3 (unísono)
- Mi3 (unísono)
- C3 (unísono)
- F2 (con una octava más alta)
- C2 (con una octava más alta)

## Viola de arame
La viola de arame es el nombre que reciben tres violas típicas de las Azores y Madeira. Son bastante similares entre sí, pero tienen pequeñas diferencias dependiendo de la isla en la que  se construyan.

### Viola de arame de Madeira

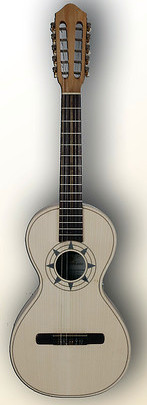
Viola de arame de Madeira.

La viola de arame madeirense, viola da Madeira o simplemente viola es típica de la isla de Madeira .

#### Descripción
Su longitud es de aproximadamente 87 centímetros. La boca  suele tener una abertura circular. El diapasón sobresale en relación con la tapa y se extiende por encima de ella hasta la boca. La cabeza  suele ser plana, ligeramente inclinada con respecto al  brazo y de forma rectangular con clavijas de afinación.
Generalmente, los aros son de madera australiana, la tapa es de pino de Flandes, el mástil es de álamo, el interior es de corteza o álamo y el diapasón es de madera negra.

#### Afinación
La viola de Madeira tiene 5 órdenes de cuerdas: el primer y segundo orden son dobles y se afinan al unísono, los dos órdenes más graves son dobles y se afinan en octava, mientras que el tercer orden es doble y se puede afinar en octava o al unísono.
Algunas fuentes  dan la siguiente afinación (de mayor a menor):
- Mi4 (unísono)
- B3 (unísono)
- G3 (unísono)
- D3 (con una octava más alta)
- A2 (con una octava más alta)
- Mi2 (con octava más alta)

### Viola de arame micaelense
La viola de arame micaelense, viola da terra o simplemente viola es típica de la isla de São Miguel .

#### Descripción
Su longitud es de aproximadamente 87 cm. La boca suele tener una abertura con forma de dos corazones. El diapasón sobresale sobresale de la parte superior y se extiende por encima de ella hasta la boca. La cabeza suele ser plana, ligeramente inclinada con respecto al brazo, y de forma rectangular, con clavijas de afinación.
Generalmente, los aros son de nogal, la tapa es de pino de Flandes, el mástil es de caoba o álamo, los interiores son de corteza o álamo y el diapasón es de madera negra.

#### Afinación
La viola paulista tiene 5 órdenes de cuerdas: las tres órdenes más altas son dobles y afinadas al unísono, las dos órdenes más bajas son triples y afinadas en octava.
Algunas fuentes    dan la siguiente afinación (de mayor a menor):
- D4 (unísono)
- B3 (unísono)
- G3 (unísono u octava)
- D3 (con una octava más alta)
- G2 (con octava más alta)

### Viola de arame terceirense
La viola de arame terceirense, viola da terra o simplemente viola es típica de la  isla de Terceira.

#### Descripción
Su longitud es de aproximadamente 87 cm. La boca suele tener una abertura circular. El diapasón sobresale  de la parte superior y se extiende sobre ella hasta la boca. La cabeza suele ser  plana, ligeramente inclinada en relación con el brazo, y de forma rectangular, con clavijas de afinación.
Generalmente, los aros son de nogal, la tapa es de pino de Flandes, el mástil es de caoba, los interiores son de concha o álamo y el diapasón es de madera negra.

#### Afinación
La viola Terceira tiene 5 órdenes de cuerdas: los dos órdenes más altos son dobles y afinados al unísono, los tres órdenes más bajos son triples y afinados en octava.
Algunas fuentes  dan la siguiente afinación (de mayor a menor):
- D4 (unísono)
- B3 (unísono)
- G3 (con una octava más alta)
- D3 (con una octava más alta)
- A2 (con una octava más alta)

y por último, también está la viola de 18 cuerdas, con un séptimo orden de cuerdas triples, afinadas al gusto del intérprete.

## Viola toeira
La viola toeira, también conocida como viola de Coimbra o simplemente viola, es típica de la región de la Beira Litoral .

### Descripción
Su longitud es de unos 86 cm, y tiene una boca de apertura ovalada. La cabeza es plana, ligeramente inclinada en relación con el brazo, y con una forma trabajada con motivos florales, con una hendidura longitudinal y clavijas. Pero también puede ser similar a los parches de guitarra, con dos ranuras longitudinales y el eje del carillón paralelo al parche. El caballete también está muy trabajado.
Generalmente, los aros son de palosanto de Brasil, la tapa es de pino de Flandes, el mástil es de caoba, los interiores son de corteza o álamo y el diapasón es de madera negra. El botón incrustado junto a las clavijas está hecho de nácar .
Generalmente, los aros son de palosanto de Brasil, la tapa es de pino de Flandes, el mástil es de caoba, los interiores son de concha o álamo y el diapasón es de madera negra. El botón incrustado junto a las clavijas de afinación está hecho de nácar.

### Afinación
La viola toeira tiene 5 órdenes de cuerdas: las tres órdenes más altas son dobles y afinadas al unísono, las dos órdenes más bajas son triples y afinadas en octava.
Algunas fuentes dan la siguiente afinación (de mayor a menor):
- Mi4 (unísono)
- B3 (unísono)
- G3 (unísono)
- D3 (con una octava más alta)
- A2 (con una octava más alta)